# ホルニンダール湖
ホルニンダール湖（ホルニンダールこ、ノルウェー語: Hornindalsvatnet）は、ノルウェーのムーレ・オ・ロムスダール県とヴェストラン県の県境付近にある欧州で最も深い湖。公式水深は514mだが、海抜53mに位置するため最深部は海抜-461mとなる。
湖の東端にはムーレ・オ・ロムスダール県ホルニンダール自治体のグルードス村が、西端にはヴェストラン県アイド自治体のモグレンダ村があり、湖に両県・自治体の境界線が引かれている。欧州ルート39号線が通る。
水量は12.1立方キロ、面積は50平方キロで、国内で19番目に大きい。
毎年7月にはホルニンダール湖マラソンが催される。